# Mãe!
Mother! (bra/prt: Mãe!) é um filme estadunidense de terror psicológico e suspense escrito e dirigido por Darren Aronofsky. É estrelado por Jennifer Lawrence, Javier Bardem, Michelle Pfeiffer e Ed Harris. O longa foi selecionado para competir ao Leão de Ouro no Festival Internacional de Cinema de Veneza, sendo lançado nos Estados Unidos em 15 de setembro de 2017, pela Paramount Pictures, e no dia 21 do mesmo mês no Brasil e em Portugal.  A trama segue uma jovem cuja vida tranquila com o marido em sua casa de campo é interrompida pela chegada de um casal misterioso.
O filme foi geralmente bem recebido pelos críticos de cinema, mas não agradou parte do público. Apesar da recepção positiva, suas alegorias bíblicas e a representação da violência provocaram algumas controvérsias, com Kyle Smith, do National Review, chamando-o de "uma versão bíblica de porno de tortura".

## Enredo
Ele (Javier Bardem) coloca um grande objeto cristalizado em um pedestal. A estrutura que ele está muda de uma casa queimada para uma casa recém-renovada. Mãe (Jennifer Lawrence) se forma em uma cama, pensando em voz alta onde Ele, seu marido, está. Um aclamado autor lutando com o bloqueio de escritor, as questões criativas d'Ele começam a ter um impacto na existência tranquila que a Mãe criou para o lar. Ela começa a ver coisas ao redor da casa que a perturbam, incluindo a visualização de um coração batendo nas paredes da casa.
Um dia, Man (Ed Harris) aparece na casa, pedindo um quarto. Ele concorda prontamente, e Mãe, relutantemente, segue o exemplo. Durante sua permanência, Man experimenta ataques de tosse prolongados. Mãe testemunha que Ele ajuda o Homem enquanto ele se agacha no banheiro e vê uma nova ferida na área da costela antes que seu marido a cubra com a mão. No dia seguinte, a esposa de Man, a Mulher (Michelle Pfeiffer), também chega para ficar. Mãe começa a se tornar cada vez mais frustrada com seus convidados, enquanto Ele implora para deixá-los ficar, argumentando que isso faz com que a casa se sinta viva com ele. Ele também diz a Mãe que os convidados são fãs de seu trabalho e que o convidado está morrendo e queria encontrá-lo antes de morrer. No entanto, quando Homem e Mulher acidentalmente quebram e destroem o objeto cristalizado, Ele e a Mãe tomam a decisão de expulsá-los.
Enquanto se preparava para sair, os dois filhos do casal (Domhnall Gleeson e Brian Gleeson) chegam e começam a lutar pelo testamento que seu pai deixou. O Filho mais velho, que não ficará com nada, fere mortalmente o Irmão mais novo, e aparentemente foge, enquanto Ele, Homem e Mulher levam o filho ferido para obter ajuda. À medida que a Mãe torna-se cada vez mais paranoica depois que foi deixada sozinha na casa, o Filho mais velho volta, mas sai rapidamente, levando a carteira do Homem. Ao retornar, Ele informa à Mãe que o filho morreu e foi enterrado. Dezenas de pessoas começam a chegar na casa para uma vigília para o filho morto. Mais e mais pessoas chegam e se comportam de uma maneira que incomodam Mãe; ela fica mais irritada e, eventualmente, surta quando o encanamento se quebra e começa a inundar a casa. Ela expulsa a todos. Irritada com Ele por permitir que tantas pessoas entraram na casa, ela o repreende e depois os dois tem relações sexuais.
Na manhã seguinte, Mãe anuncia que está grávida. A notícia o deixa exaltado e o inspira a terminar seu trabalho. Alguns meses depois, Mãe prepara-se para a chegada de seu filho e lê a peça mais nova de Ele, que é tão bonita que a leva às lágrimas. Após a publicação, ele vende imediatamente todas as cópias. Em comemoração, a mãe prepara o jantar para ele quando um grupo de fãs chega à casa. Enquanto ela cuida da casa, mais fãs chegam e começam a entrar na casa para usar o banheiro. Mais chegam e o comportamento passa a ser roubar os pertences da casa como lembranças e perturbar o meio ambiente. Mãe cada vez mais desorientada faz seu caminho em torno da casa, pois cada quarto passa pelo caos. A editora dele (Kristen Wiig) participa da loucura, executando alguns de seus fãs com disparos. Homens militares com armas chegam para ajudar a Mãe, mas um culto de fãs dedicados se forma em torno dele; eles começam a se envolver em rituais.
A mãe entra no trabalho de parto e encontra seu marido, que a leva ao quarto, onde ela dá à luz. O estrago exterior diminui quando Ele diz a Mãe que a grande multidão quer ver o bebê. Recusando, ela se aperta firmemente para o filho. Quando ela adormece, no entanto, ele leva o bebê para a multidão, que o agarra e quebra o pescoço. Devastada, a mãe se dirige para a frente da multidão, onde ela vê o cadáver vilipendiado de seu filho e testemunha a multidão comer sua carne. Furioso com eles, ela os chama de assassinos e começa a esfaqueá-los com um pedaço de vidro quebrado. Eles a imobilizam, começam a agredi-la e atiram até que Ele intervem e interrompe. Mãe escapa do alcance da multidão e se dirige à adega, onde está o tanque de óleo do forno. Apesar dos apelos de seu marido, Mãe incendia o fogo, destruindo a multidão, a casa e alguns dos jardins e árvores circundantes.
Tanto a Mãe quanto eles sobreviveram, mas a Mãe é queimada horrivelmente enquanto Ele é ileso. Ele pede-lhe um último desejo: o amor que ela deixou para ele, e ela concorda em dar-lhe. Ele então abre o peito dela, arrancando o coração no processo. Ao esmagar o coração, um grande objeto cristalizado é revelado. Ele coloca o objeto em um pedestal. Mais uma vez, a casa muda de uma casca queimada para uma casa recém-renovada. Uma nova Mãe se forma em uma cama e acorda, perguntando em voz alta onde Ele está.

## Produção
Em 13 de outubro de 2015, a revista Variety noticiou que Darren Aronofsky estava preparando o seu próximo projeto sem título com base em um roteiro próprio, e Jennifer Lawrence estava negociando sua participação no filme. O projeto ainda não estava vinculado a nenhum estúdio, mas provavelmente iria para a New Regency sob seu acordo de preferência com Aronofsky. Em 11 de janeiro de 2016, foi anunciado que a Paramount Pictures lançaria o filme, enquanto Javier Bardem estava negociando para estrelar junto a Lawrence. Domhnall Gleeson, Michelle Pfeiffer, Ed Harris e Brian Gleeson foram adicionados ao elenco em abril de 2016.
Em 25 de maio de 2016, foi revelado que o filme iniciaria as filmagens em junho do mesmo ano em Montreal. As filmagens começaram em 13 de junho de 2016 e foram concluídas em 28 de agosto de 2016.
Em 11 de outubro de 2016, foi noticiado que o compositor de A Teoria de Tudo e Arrival, Jóhann Jóhannsson, ficará a cargo da trilha sonora do filme. Este será o primeiro filme de Aronofsky sem o envolvimento do compositor Clint Mansell.
Em 27 de outubro de 2016, revelou-se que o título do filme é Mother!. Em março de 2017, foi revelado que Kristen Wiig se juntou ao elenco.

## Temaseanálises

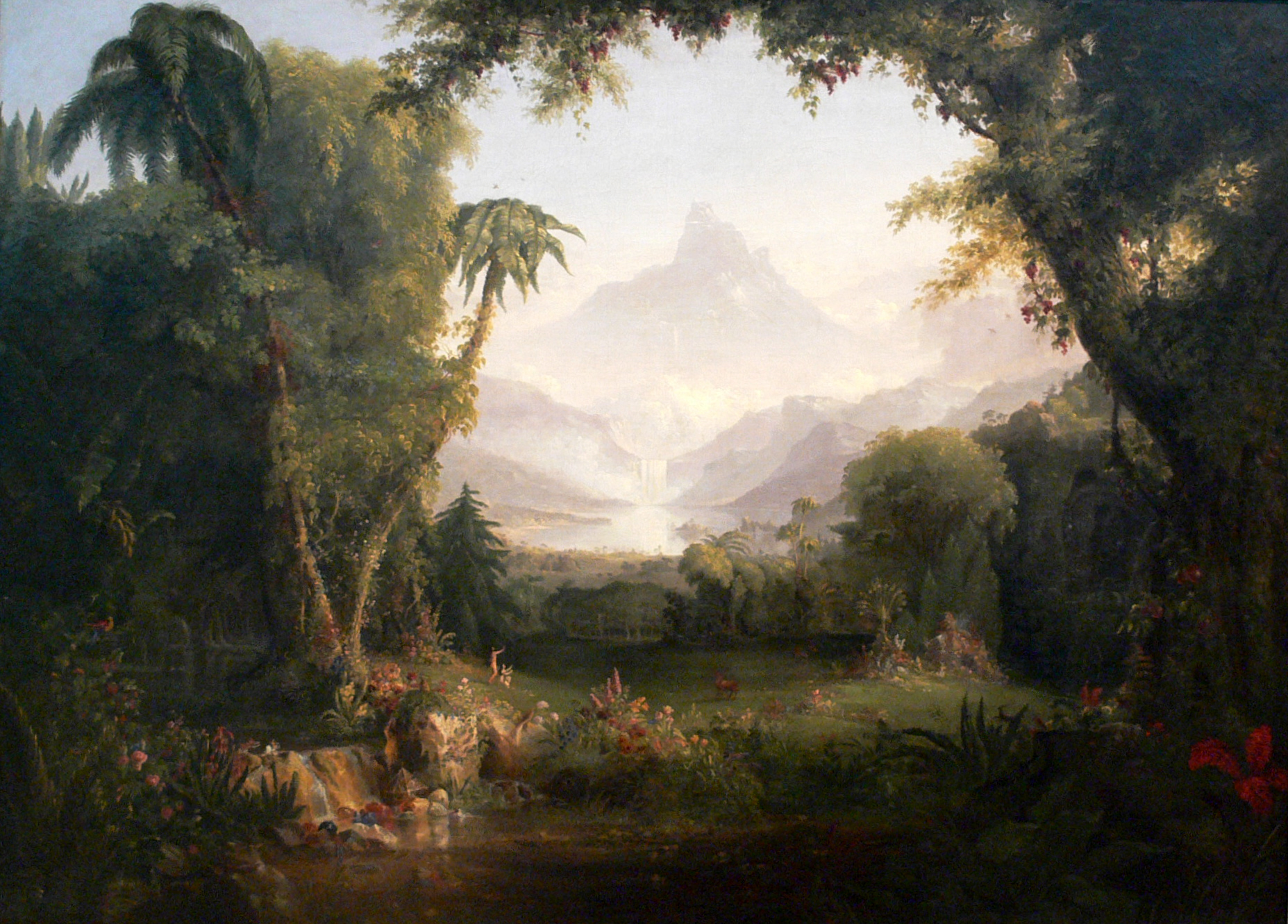
Lawrence afirmou que o cenário é baseado no Jardim do Éden.

Em uma entrevista com The Daily Telegraph, Jennifer Lawrence disse que o filme é uma alegoria: "Ele retrata a violação e tormento da Mãe Terra [...] Eu a represento, Javier Bardem, cujo personagem é poeta, representa uma forma de Deus, um criador, Michelle Pfeiffer é Eva e Ed Harris é Adão; há Caim e Abel, interpretados pelos irmãos Domhnall e Brian Gleeson, respectivamente, e o cenário às vezes se assemelha ao Jardim do Éden".
Em relação ao título, Darren Aronofsky disse que o ponto de exclamação "reflete o espírito do filme" e corresponde a um "ponto de exclamação" do final. O diretor discutiu a minusculização incomum do título em um evento ao Reddit, dizendo: "Para descobrir por que o 'm' está minúsculo, leia os créditos finais e procure a letra que não está minúscula. Pergunte-se qual é o outro nome para esse personagem? Os nomes dos personagens são todos mostrados em minúsculas, exceto 'Ele'."
O isqueiro que aparece durante todo o filme tem o Wendehorn, um símbolo que se acredita representar "a cooperação entre as leis eternas da natureza, as quais trabalham em sintonia umas com as outras". Um dos elementos inexplicáveis da obra é o pó amarelo o qual Mãe dissolve em um copo de água e toma. O The Daily Beast sugere é uma referência ao conto O Papel de Parede Amarelo, de Charlotte Perkins Gilman.

### Cenário e personagens no contexto bíblico
A casa pode ser uma metáfora para a Terra. E, como é dito explicitamente no final, a Mãe é a casa, e portanto, a natureza. Ela está ali para cuidar daquele cosmos. E se doar, ao tentar, fracassando, limpar a bagunça dos humanos – estes carregados com interesses distintos, brigas e confusão.
Javier Barden é Deus. A figura dele é retratada por Aronofsky como vaidoso, também dito explicitamente. A ausência de criação na obra poética é a causa/consequência dele não procurar Mãe para o sexo. A partir do momento que ele consegue conceber a obra prima, logo a engravida, concebendo vida. Antes deste arco, quem povoa a casa seriam Adão e Eva, com os filhos Caim e Abel – o signo de irmão matando irmão é bem óbvio, tal qual o de Eva (Pfeiffer) sedenta pelo fruto proibido – a joia do início do filme – e rompendo-o ou então a referência à costela de Adão.

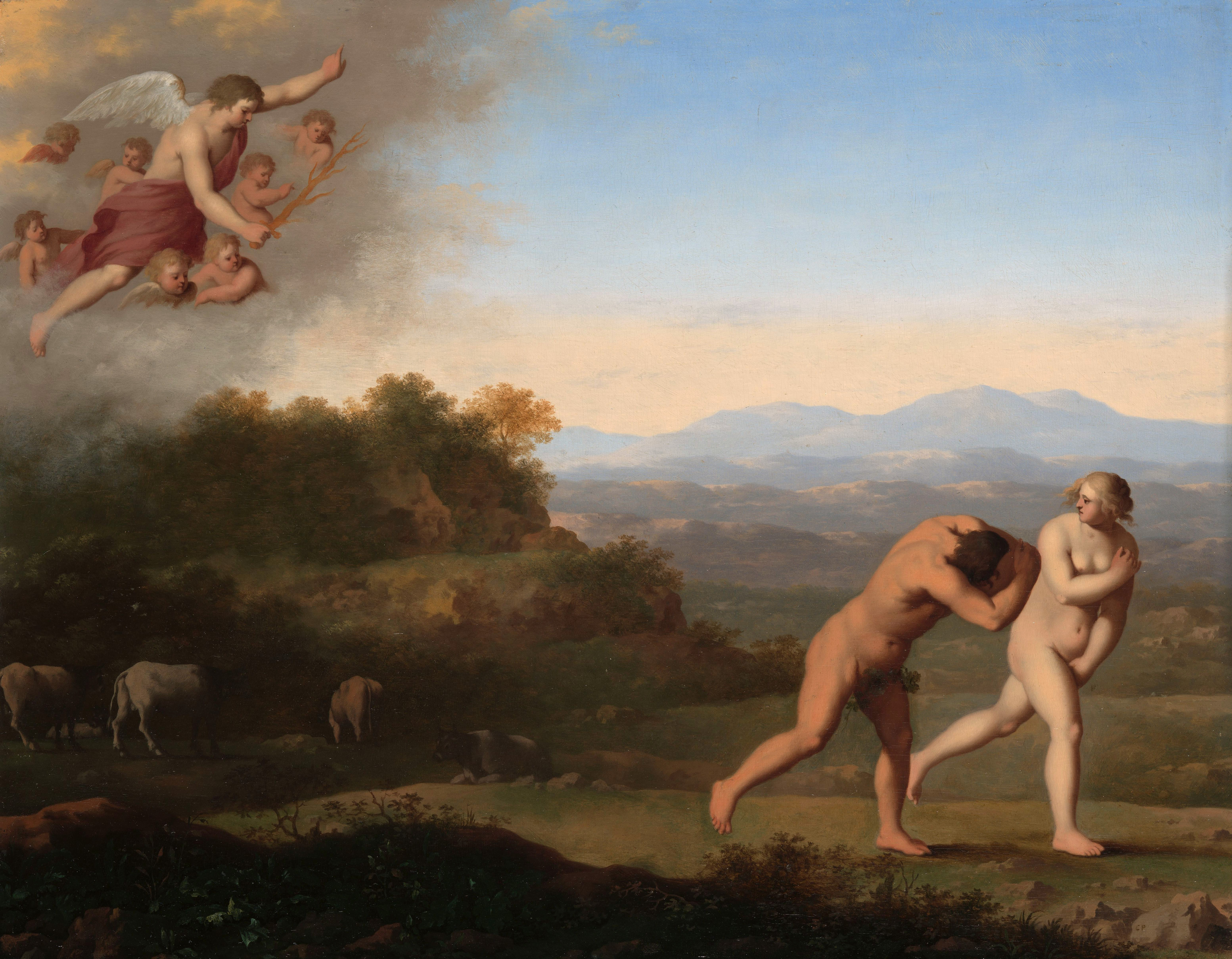
No momento do filme em que Ele expulsa o homem e a mulher de seu "escritório sagrado", é uma alusão a expulsão de Adão e Eva do Jardim do Éden.

Lucas Albuquerque, do site Razão de aspecto, fez a seguinte análise: que o primeiro humano que a mãe vê (após Adão, Eva, Caim e Abel) é um negro — lembrando que o mais antigo fóssil encontrado foi na África. Há também pessoas de diferentes etnias paquerando, o que denota a mistura das populações nos continentes. No começo as pessoas respeitam um pouco mais a natureza. Ela pede para eles descerem da pia que não estava chumbada e eles não só o fazem como pedem desculpas. Em seguida, ela repete o pedido, eles saem a contragosto. Até que desobedecem por completo destruindo o local. Então, a Mãe Natureza pede para que eles sejam expulsos – o que seria o primeiro "fim do mundo" com a inundação da Arca de Noé – e a obra divina tem que ser feita do zero.
Deus precisa da natureza para gerar vida. E precisa de gente para idolatrá-lo, mesmo que às custas da natureza. Fica evidente que aquela destruição não foi a primeira e nem será última ocasionada por ele: "na minha infância esta casa foi destruída. E ela [Mãe] a está reconstruindo sozinha". No final, depois da morte da personagem, que cedeu o próprio coração à ca(u)sa – como entrega o poster. Ver-se uma nova figura feminina que dá o tom cíclico a criação/destruição divina. Sozinho com a Mãe natureza, ele a engravida. Deus sente-se inspirado com a chegada de seu primeiro filho e escreve um novo poema (novas escrituras) que, assim que lançado, é aclamado pelo povo - que mais uma vez invade sua casa para o desespero da mãe natureza. No meio do caos, ela dá a luz a criança (Jesus), que após um momento de descuido da mãe, é levada por Deus para o povo. Seu único filho é morto pela humanidade (eles acabam bebendo seu sangue e comendo seu corpo – e que condiz com a crucificação do salvador) e, mesmo assim, recebem o perdão. Eventualmente, o caos é tão grande e o homem destrói tanto a casa (mundo) que só resta a mãe natureza a aniquilação de tudo – o apocalipse.
A casa ainda pode ser vista como uma metáfora para inferno, purgatório e paraíso, ao mesmo tempo. Deus quer que aquele lugar seja o paraíso, mas falha. A natureza tenta também curar qualquer mácula, e claro se consome por completo. A fila para entrar na casa e os poucos que são escolhidos também marcam a comparação. O purgatório é entendível pela associação com o julgamento que a todo instante alguém faz de outro personagem, limpeza (purificação) e indecisão/inércia dos personagens que por vezes não sabem para onde ir. O inferno visto pelo caos da guerra, atrocidades e, claro, principalmente pelos outros. A integração dos três ambientes, em um provocativo diálogo com a trindade, diz muito do propósito aqui.

### Outras interpretações

#### Figura feminina na sociedade
Mãe! também fala sobre como a mulher é oprimida. Lawrence interpreta uma pessoa quieta, reprimida, que mal consegue se expressar e é totalmente dependente do marido. O site Omelete observou que a vida dela é como de muitas mulheres no passado: vive para servir o marido e para realizar todos os seus caprichos. Ela nunca deixa a casa, ela nunca consegue fazer nada para si e vive para servir. Quando Eva fala com ela, o único assunto que falam envolve o relacionamento com marido, sua vida sexual e a necessidade de ser mãe o mais rápido possível. Mãe é uma mulher, que sofre calada, que é tratada como capacho não apenas por seu marido, mas também pela sociedade. É uma mulher que não tem voz, pois toda vez que pede um favor, as pessoas não a ouvem, principalmente seu marido. Os fãs e até mesmo o Homem e A Mulher, respeitam e endeusam apenas Ele, enquanto Mãe, fica a ver navios. Isso é uma alusão a impotência da mulher na sociedade e o espectador se sente da mesma forma que a personagem Mãe.
A todo momento, durante o primeiro ato, o espectador é lembrado da diferença de idade do casal, pois Mãe é muito mais jovem que Ele. Mãe é muito mais nova e ingênua, porém tem muita energia. Ela é a pessoa que mais trabalha dentro da casa e mesmo assim, continua a ser negligenciada pelo marido. É a partir daqui que a ficção toma forma e nota-se que Mãe é capaz de ouvir o 'coração' da casa. Ela diz que seu sonho é criar um pequeno 'Paraíso' para ela e seu marido.
Quando a personagem Mãe, finalmente engravida, Ele pouco liga, pois seu poema virou um sucesso mundial e agora ele tem fãs por todo mundo. Logo no primeiro encontro da Mãe com a Mulher, percebe-se como a sociedade impõe a maternidade para as mães. No final, há uma cena fortíssima de linchamento, alguns dias após o parto. A criança é tratada como um objeto de consumo para os 'fiéis', enquanto a mãe é apedrejada, leva chutes e socos, ouvindo palavras como 'Vadia! Piranha, sua vaca! Você está morta! Batam nessa doida! Sua rapariga! Batam nessa porca!". Isso representa o tratamento que a sociedade dá à todas as mulheres, principalmente aquelas que acabaram de dar a luz. A partir do momento em que o bebê nasce, a Mãe passa a ser tratada como escória.

#### Religião
Ainda segundo o site, a editora, personagem da Kristen Wiig, pode ser encarada como a igreja, que está mais interessada na repercussão na mídia e em vender livros do que na mensagem. Além de matar quem se coloca no caminho dela. Houve também publicações de que o filme foi uma enorme crítica a instituição religiosa e até mesmo ao próprio Deus, representado como um "homem cruel", que pouco se importa com a Terra (sua esposa), mas que almeja ser adorado, ter mais fiéis e receber mais presentes e que de certa forma, possui personalidade, assim como os Deuses Gregos. Os fãs (fiéis), passam da fase de admiração para a fase de adoração em questão de segundos e logo depois, vemos fiéis distorcendo as palavras do poema e brigando entre si. Isso é uma alegoria para a separação da sociedade por religiões. Ver-se pessoas na cena se matando, por causa de suas interpretações diferentes das palavras do poema.

## Lançamento

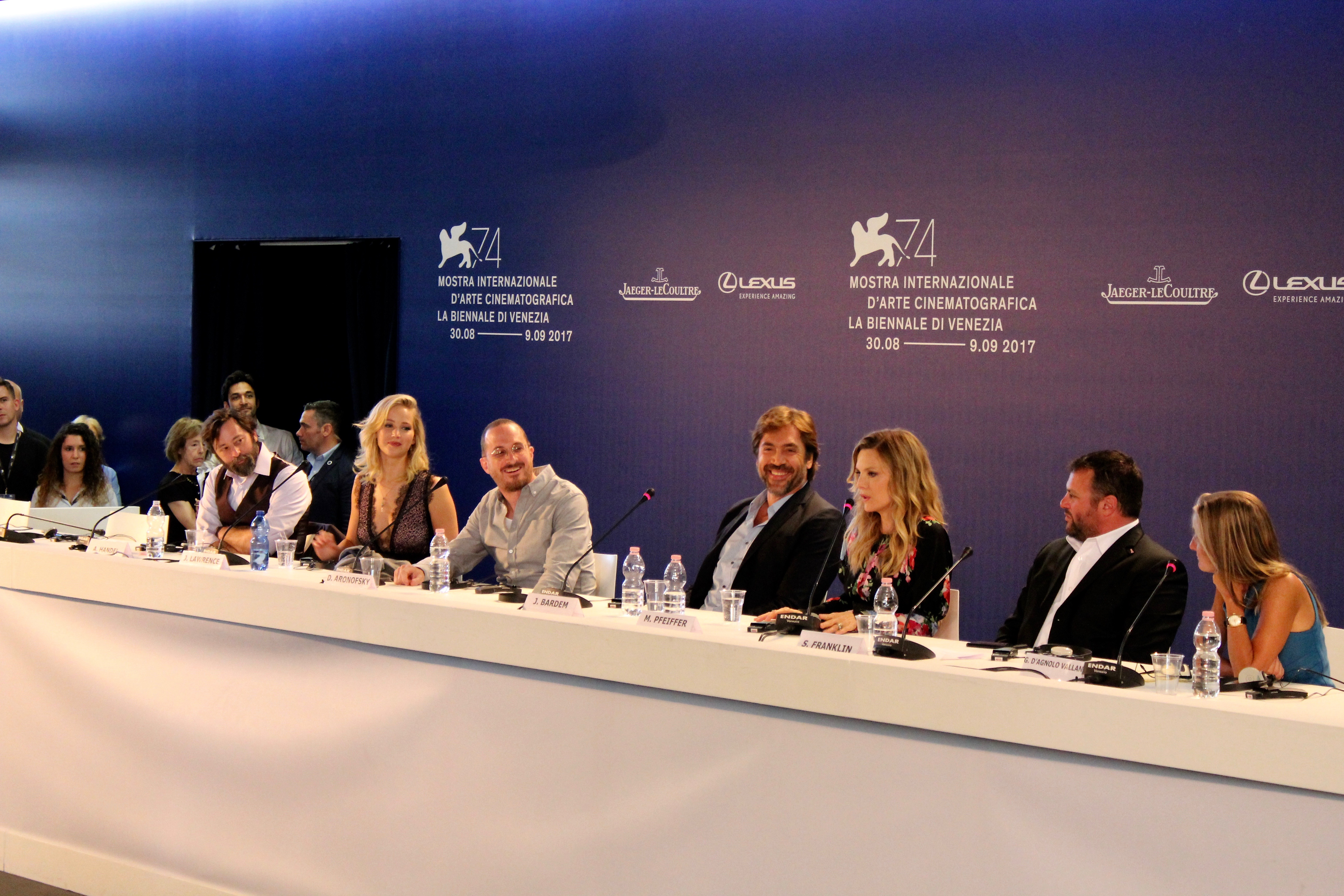
O elenco e o diretor Darren Aronofsky em uma conferência de imprensa durante o Festival de Veneza de 2017.

O filme foi originalmente programado para ser lançado em 13 de outubro de 2017, mas foi antecipado para 15 de setembro de 2017.
O longa teve sua estreia mundial no 74º Festival Internacional de Cinema de Veneza, onde foi selecionado para competir pelo Leão de Ouro. Sua pré estreia norte-americana deu-se no Festival Internacional de Cinema de Toronto de 2017.  Estreou em Londres em 6 de setembro de 2017.
Em 7 de agosto de 2017, o primeiro trailer oficial do filme foi lançado.

### Mídia doméstica
Mother! foi lançado digitalmente em 5 de dezembro de 2017 e lançado em Blu-ray e DVD em 19 de dezembro.

## Recepção

### Bilheteria
Mother! arrecadou US $ 17,8 milhões nos Estados Unidos e Canadá e US $ 26,7 milhões em outros territórios, num total mundial de US $ 44,5 milhões, contra um orçamento de produção de US $ 30 milhões.
Na América do Norte, o filme foi lançado ao lado de American Assassin e foi projetado para arrecadar US $ 12-14 milhões de 2.368 cinemas em seu primeiro fim de semana. Ganhou US $ 700.000 com as visualizações da noite de quinta-feira e US $ 3,1 milhões em seu primeiro dia. Ele passou a abrir apenas US $ 7,5 milhões, terminando em terceiro nas bilheterias e marcando a pior estréia de Lawrence em um filme em que ela teve o melhor desempenho. A revista Prazo Hollywood atribuiu o fraco desempenho do filme à sua narrativa controversa, propagandas enganosas e ao grau "F" do CinemaScore. é um dos únicos 19 filmes a receber essa classificação. Em seu segundo final de semana, o filme caiu 56,3%, para US $ 3,3 milhões, terminando em sexto nas bilheterias.

### Resposta crítica
Mother! recebeu avaliações positivas dos críticos em geral, que elogiaram a direção de Aronofsky e as atuações, particularmente as de Lawrence e Pfeiffer. No agregador Rotten Tomatoes, a obra possui uma aprovação de 68%, com base em 279 avaliações e uma nota média de 6.8/10. O consenso crítico do site diz: "Não há como negar que Mother! é o produto provocador de uma visão artística singularmente ambiciosa, embora possa ser muito difícil de se agradar os gostos mais comuns". No Metacritic, tem uma pontuação média ponderada de 74 em 100, com base 48 avaliações críticas, indicando "opiniões geralmente favoráveis". O filme recebeu vaias e aplausos com ovação de pé durante sua estreia no Festival de Cinema de Veneza. A audiência pesquisada pelo CinemaScore deu ao filme uma nota média de "F" em uma escala A+ a F, tornando-se um dos poucos vinte filmes para receber tal pontuação.
Rex Reed, dando ao filme 0 estrelas para o The Observer, escreveu que, apesar de uma boa cinematografia, "Nada sobre mother! Faz um pingo de sentido quando a visão torrencial louca de Darren Aronofsky se torna mais hilária do que assustadora. Muita porcaria para entupir o dreno, hesito em rotular de o 'Pior filme do ano', quando 'Pior filme do século' se encaixa ainda melhor". Reed rejeitou as críticas positivas de outros críticos sobre como o filme é "igualmente pretensioso" e "até mais louco do que o filme em si ... Todos insistem que mother! é uma metáfora para algo, embora não tenham certeza do que é".
O cineasta Martin Scorsese saiu em defesa do filme e de Darren Aronofsky em um artigo assinado por ele para o The Hollywood Reporter. Na publicação, fez duras críticas aos sites Rotten Tomatoes e Cinemascore, alegando que ambos são um desserviço como termômetros cinematográficos, não possuindo qualquer base empírica sobre a técnica na produção de filmes e a história do cinema. Um dos aspectos mais criticados do Cinemascore foi a metodologia de avaliação da produção, que recebeu a pior nota no portal. De acordo com Scorsese, a avaliação provém de um desejo inflamado de algumas audiências em prejudicar um filme, simplesmente pelo fato de ele não conter uma narrativa simplista e padrão.
Muitos parecem se divertir com o fato de Mãe! ter recebido uma nota F do Cinemascore. Isso acabou se tornando uma matéria. O filme foi esculachado pela pavorosa classificação F, uma distinção terrível compartilhada com produções dirigidas por Robert Altman, Jane Campion, William Friedkin e Steven Soderbergh. Depois que tive a oportunidade de assistir Mãe!, eu fiquei ainda mais horrorizado por essa pressa em fazer julgamentos. As pessoas parecem estar atrás de sangue, simplesmente porque não pôde ser facilmente definido ou interpretado ou reduzido para uma descrição de duas palavras. É um filme de terror ou uma comédia sombria ou uma alegoria bíblica ou uma fábula admonitória sobre moral e a devastação do meio ambiente? Talvez um pouco de tudo isso, mas certamente não apenas uma dessas nítidas categorias. É uma obra que precisa ser explicada? Que tal a experiência de assistir Mãe!? Foi tão tangível, tão lindamente encenado, com uma câmera subjetiva e o ponto de vista através de ângulos reversos, sempre em movimento…o design de som, que vem ao público pelas extremidades e te profundamente para dentro do pesadelo…o desdobrar da trama, que gradativamente se torna cada vez mais inquietante à medida que o filme caminha adiante. O horror, a comédia sombria, os elementos bíblicos, a fábula admonitória. Está tudo lá, mas eles são aspectos que formam uma experiência total, que engolfa os personagens e a audiência com eles. Apenas um cineasta realmente apaixonado poderia ter feito este filme, o qual eu ainda estou experienciando mesmo após semanas desde que o assisti.— Scorsese
Quanto ao Rotten Tomatoes, o cineasta chamou até o título do portal de ofensivo, pontuando que o trabalho desenvolvido nada tem a ver com o trabalho de um crítico genuíno: "Rotten Tomatoes não tem nada a ver com o verdadeiro trabalho de crítica. Eles avaliam um filme do mesmo jeito que você avalia um cavalo na pista de corrida ou um restaurante no guia Zagat ou um eletrodoméstico no Consumers Report. Eles tem tudo a ver com o ramo dos cinemas e absolutamente nada a ver com a criação ou a perspectiva inteligente de assistir um filme. O cineasta é reduzido a um fabricante de conteúdo e o espectador a um consumidor nada aventureiro". Scorsese fortaleceu seu argumento, salientando que sites como o Cinemascore e Rotten Tomatoes comprometem o minucioso trabalho de cineastas: "Essas 'empresas' e agregadores estabeleceram um tom hostil para cineastas sérios e até mesmo o nome Rotten Tomatoes é ofensivo. E à medida as críticas de filmes feitas por pessoas engajadas e realmente apaixonadas com conhecimento genuíno da história do cinema acabam perdendo espaço, me parece que há cada um número cada vez maior de vozes mundo afora dispostas a fazer o puro julgamento sem propriedade, pessoas que parecem ter prazer em ver filmes e diretores sendo rejeitados, ignorados e em alguns casos, até mesmo destruídos completamente. Nada diferente do desespero crescente e da sede por sangue daquela multidão do final do filme".
Waldemar Dalenogare avaliou o filme com nota 7 de 10 dizendo: "Ainda que represente mais um fracasso comercial da Paramount, e consolide 2017 como um dos piores anos de sua história centenária (...) é interessante ver um típico filme de estúdio abrindo espaço para discussões amplas que tornam-se possíveis a partir do final aberto."

### Prêmios e indicações
| Prêmio                               | Categoria                            | Indicado(a)       | Resultado | Ref.   |
| ------------------------------------ | ------------------------------------ | ----------------- | --------- | ------ |
| Camerimage                           | Golden Frog                          | Matthew Libatique | Indicado  | [ 46 ] |
| Houston Film Critics Society         | Melhor Desenho de Cartaz             | Mother!           | Indicado  | [ 47 ] |
| Miskolc International Film Festival  | Melhor Filme                         | Darren Aronofsky  | Indicado  | [ 48 ] |
| New Mexico Film Critics              | Melhor Atriz                         | Jennifer Lawrence | Venceu    | [ 49 ] |
| North Texas Film Critics Association | Melhor Atriz                         | Jennifer Lawrence | indicada  | [ 50 ] |
| Online Film Critics Society          | Melhor Filme                         | Mother!           | Indicado  | [ 51 ] |
| Phoenix Critics Circle               | Melhor Filme de Mistério ou Suspense | Mother!           | Indicado  | [ 52 ] |
| Festival de Veneza                   | Leão de Ouro                         | Mother!           | Indicado  | [ 5 ]  |
| Framboesa de Ouro                    | Pior Atriz                           | Jennifer Lawrence | indicada  | [ 53 ] |
| Framboesa de Ouro                    | Pior Ator Coadjuvante                | Javier Bardem     | Indicado  | [ 53 ] |
| Framboesa de Ouro                    | Pior Diretor                         | Darren Aronofsky  | Indicado  | [ 53 ] |